# Edmond Goupil
Edmond Alfred Goupil, o Goupy (Mayenne, 6 aprile 1838 – dopo il 1916), è stato un medico francese.
Fece parte del Consiglio della Comune di Parigi.

## Biografia
Figlio dell'albergatore Victor Goupil, studiò medicina ed esercitò la professione a Parigi. Fu iscritto alla loggia massonica L'Alliance fraternelle. Durante l'assedio di Parigi del 1870 comandò il 115º battaglione della Guardia nazionale e partecipò all'insurrezione del 31 ottobre contro il governo di difesa nazionale.
Si presentò candidato socialista rivoluzionario alle elezioni dell'Assemblea Nazionale dell'8 febbraio 1871 ma non fu eletto. Fu invece eletto il 26 marzo al Consiglio della Comune e fece parte della Commissione istruzione e diede le dimissioni il 7 aprile, giudicando «eccessive» le riforme predisposte dalla Comune.
Durante la Settimana di sangue si rifugiò a Mayenne e qui fu arrestato dai versagliesi. Fu liberato nel 1874.
Collaborò a diverse riviste mediche: la Revue populaire de médecine et d'hygiène, L'Uroscopie, La Santé, La Femme, ses fonctions et ses maladies, L'Homme et ses maladies, La Lutte pour la vie.
S'ignora il luogo e la data della sua morte.